# Ulica Bracka w Krakowie
 Ulica Bracka – ulica w Krakowie, która prowadzi z Rynku Głównego na południe do kościoła oo. Franciszkanów, nazywanych także braćmi mniejszymi i stąd nazwa ulicy – Bracka.
W przeciwieństwie do innych ulic wychodzących z Rynku, nie jest ona idealnie prosta, lecz wygięta w lekki łuk. Ta krzywizna jest dowodem na to, że istniała tu jeszcze przed lokacją miasta w 1257 jakaś zabudowa, którą musieli uwzględnić ówcześni urbaniści, wytyczając nowy plan Krakowa. Uliczka jest krótka, ale posiada wiele zabytkowych domów.
Raz do roku w czerwcu wraz z sąsiednią ul. Gołębią obchodzi ulica Bracka swoje święto. Rozgłos ulicy przyniósł utwór Bracka znajdujący się na płycie „To tu, to tam” Grzegorza Turnaua.

## Kamienice
- nr 1. W Kamienicy Pod Ewangelistami w latach 1876–1930 mieszkał, tworzył i umarł wielki poeta Podhala – Władysław Orkan. Przy ul. Brackiej znajdowała się kiedyś znakomita winiarnia o nazwie „Bodega”, ściągająca wielu artystów i pisarzy, gdzie zamiast stołów były beczki.
- nr 1a. Kamienica pod nr 1a została wzniesiona w latach 1905–1907 częściowo z wykorzystaniem murów dawnych oficyn.
- nr 3–5. Kamienica Gostkowskich powstała w latach 1851–1852 w wyniku odbudowy i scalenia obu budynków. W końcu XIII wieku lub na początku XIV w. na terenie posesji wójt Henryk (brat wójta Alberta) zbudował z kamienia wapiennego wieżę obronną. Wieża była posadowiona na planie kwadratu o wymiarach 9,05 × 9,05 m, a jej ściany miały grubość 1,16-1,20 m. Obramienia okien i drzwi wykonano z cegły palcówki. Wieża stoi w rogu ulic Brackiej i Gołębiej, ale zachowała się tylko częściowo, gdyż w połowie XIV w. wtopiono ją w mury gotyckiego domu nazwanego od jego właściciela – Domem Melsztyńskim. Dom ten został później przebudowany przez uniwersytet i od 1470 roku mieściła się w nim Bursa Węgierska, przekazana studentom węgierskim, którzy licznie przybywali wtedy do Krakowa po naukę. Seniorem bursy był m.in. sławny uczony Wojciech z Brudzewa. Gdy zainteresowanie Węgrów studiami w Krakowie zmalało – bursa została w roku 1558 zamknięta. Po reformie Kołłątajowskiej uniwersytetu kamienicę sprzedano prywatnym właścicielom. Obecny jej wygląd jest wynikiem przebudowy, polegającej na połączeniu jej z dwiema sąsiednimi kamieniczkami. Na domu znajduje się granitowa tablica w językach polskim i węgierskim z następującym napisem: Budynek ten stał się domem dla węgierskich żaków studiujących w Krakowie w XV i XVI wieku, którzy na polskiej ziemi ku chwale węgierskiej kultury dla dobra ojczyzny powiększali swoje wiadomości na wielkiej sławy Uniwersytecie Jagiellońskim. W 1904 roku Zygmunt Sarnecki otworzył w tej kamienicy pierwszy w Krakowie salon sprzedaży dzieł sztuki – „Ars”. Pod nr 5 w połowie lat 30. XX wieku mieściła się Sala Królestwa krakowskiego zboru Świadków Jehowy[1]. Pod tym adresem mieściła się też filia administracji czasopisma „Złoty Wiek”[2]. W latach 2000–2011 swoją siedzibę miała kawiarnia Stara Prowincja (budynek nr 3). Od 2004 roku obok niej znajduje się kawiarnia Nowa Prowincja[3]. W 2014 roku przy wejściu do kawiarni zainstalowano domofon poezji. Po naciśnięciu odpowiedniego przycisku na domofonie można usłyszeć poetów czytających swoje wiersze, m.in. Wisławę Szymborską, Bronisława Maja, Ewę Lipską, Adama Zagajewskiego, Czesława Miłosza, Ryszarda Krynickiego i Julię Hartwig[4][5]. Instalacja, przygotowana wraz z Wydawnictwem a5[6] oraz Krakowskim Biurem Festiwalowym, miała przypomnieć o fakcie, że Kraków otrzymał tytuł Miasta Literatury UNESCO[7].
- nr 4. Kamienica pod nr 4 już w XVI w. połączona była podworcami w jedną całość z przyrynkową kamienicą Hetmańską (nr 17). Należała m.in. do Ossolińskich i Branicckich. Po restauracji powstał tu ciąg handlowy w pasażu, podobnie jak w Pasażu Bielaka między Rynkiem Głównym a ul. Stolarską.
- Nr 6. W Kamienicy Pod Białą Głową zachował się, pochodzący z XVII w., portal ozdobiony głową Meduzy, oplecioną dwoma wężami.
- nr 7. Kamienica Niderlandowska, narożna z ul. Gołębią 1, ma obok portalu wykuty w czarnym marmurze herb Abdank z koroną hrabiowską. Dom ten należał w pierwszej połowie XIX w. do hrabiowskiej rodziny Ankwiczów. To właśnie w pannie Henriecie Ewie Ankwiczównie, podczas jej pobytu w Rzymie, pod koniec 1829 roku zakochał się Adam Mickiewicz. Jednakże ojciec, hrabia Stanisław, wywiózł pannę z Rzymu do Krakowa, gdyż nie uważał poety za odpowiednią partię dla swej ukochanej jedynaczki. Henrietta Ewa Ankwiczówna stała się prototypem Ewy z III części „Dziadów”, a także adresatką wierszy poety: „Do mego Cziczerona”. „Do H... Wezwanie do Neapolu (Naśladowanie z Goethego)”. Henrietta Ewa (1810–1879 wyszła potem dwukrotnie za mąż (1 voto Sołtykowa, 2 voto Kuczkowska), była właścicielką pałacu Decjusza na Woli Justowskiej. Wsławiła się dużą rozrzutnością, na skutek czego wyrąbano sporą część lasu na Woli. Pomiędzy rokiem 1561, a 1564 kamienicę od rodziny Bonerów kupił Daniel Chroberski (złotnik, członek Rady Miejskiej, starszy zboru kalwińskiego w Krakowie). W tamtym czasie mieszkał w niej Faust Socyn. 30 kwietnia 1598 roku grupa krakowskich studentów, podburzonych przez miejscowy kler katolicki, wywlekła chorego Socyna z jego mieszkania, spaliła mieszkanie z jego księgozbiorem i usiłowała go zabić[8][9][10][11].
- nr 8. Przy ul. Brackiej znajdowało się dawniej wiele pracowni złotniczych i kowalskich, a w kamienicy pod nr 8 stał dom cechu złotników.
- nr 9. Kamienica Straszewskich była ośrodkiem szerokiego życia towarzyskiego w czasach, gdy mieszkał tu współtwórca Plant – Florian Straszewski.
- nr 10. Kamienica Pieniążków odbudowana w 1853 roku, (odnowiona w latach 1977–1980 pamięta czasy gotyku. Kiedyś były tu dwie kamieniczki, jednak spaliły się podczas wielkiego pożaru w 1850 roku; odbudowano je już jako jeden gmach. Mieszkał tu Ludwik Michałowski (1829–1899 – znany kolekcjoner sztuki, prowadzący salon artystyczny. Podczas drugiej wojny światowej bomba uszkodziła fasadę i wczesnobarokowy portal, który w latach 1957–1958 został odnowiony. Mimo wielu przekształceń ocalało wewnątrz kilka gotyckich portali i ładna izba „na zadzi” z interesującą kolumną międzyokienną i pięknym stropem.
- nr 11. Kamienica pod nr 11 została wzniesiona w XV wieku.
- nr 12–14 Pałac Larischa, budynek nabył w 1833 roku baron Karol Larisch, który po pożarze w 1851 roku przebudował barokowy pałac Stefana Jordana z XVIII wieku, dołączając m.in. nowy front od strony Placu Wszystkich Świętych. Po remoncie przekazał budynek miastu, które urządziło w nim siedziby kilku instytucji kulturalno-oświatowych (m.in. Towarzystwa Przyjaciół Sztuk Pięknych). Obecny kształt budynek uzyskał po remoncie w II poł. XIX w. Wtedy to też stał się on oficjalną siedzibą prezydentów Krakowa (był nią do II wojny światowej). Po wojnie znajdowały się tu biblioteka i USC. Obecnie Pałac Larischa jest własnością Wydziału Prawa i Administracji UJ.
- nr 13. W kamienicy pod nr 13 mieści się biuro Społecznego Komitetu Odnowy Zabytków Krakowa.
- nr 15.  Kamienica pod nr 15 w XVI w. należała do Ligęzów, a wiek później do Jordanów, którzy sprzedali ją rodzinie mieszczańskiej. Znajduje się tutaj biuro Krakowskiej Izby Turystyki.